# Jerzy Hausner
Jerzy Krzysztof Hausner, né le 6 octobre 1949 à Świnoujście, est un homme politique polonais membre du Parti démocrate (PD).

## Biographie

### Un économiste formé sous le communisme
En 1965, il intègre l'Union de la jeunesse socialiste (ZMS). Terminant ses études secondaires en 1967 à Opole, il s'inscrit aussitôt à l'université d'économie de Cracovie, dont il est diplômé et où il est recruté. Il adhère au Parti ouvrier unifié polonais (PZPR) en 1970, exerçant un moment les fonctions de secrétaire du comité de Cracovie.
Il passe avec succès son doctorat en 1980 et obtient huit ans plus tard une habilitation à diriger des recherches. Il se spécialise alors en économie politique et administration publique.

### Conseiller auprès de l'exécutif polonais
Avec la chute du communisme en 1990, le PZPR disparaît. Lorsque Grzegorz Kołodko est nommé ministre des Finances en 1994, il devient l'un de ses principaux conseillers. Il est promu secrétaire d'État à la chancellerie du président du Conseil des ministres et délégué gouvernementale à la réforme de la protection sociale lors de l'arrivée au pouvoir du social-démocrate Włodzimierz Cimoszewicz, en 1996. Il est démis de ses fonctions avec la victoire de la droite en 1997 et retourne enseigner à l'université.

### Ministre des gouvernements sociaux-démocrates
Lorsque l'Alliance de la gauche démocratique (SLD) revient au pouvoir en 2001, il est élu député à la Diète dans la circonscription de Cracovie-II. Le 19 octobre suivant, il est nommé ministre du Travail et de la Politique sociale par Leszek Miller.
À l'occasion d'un mini-remaniement survenu le 7 janvier 2003, il devient ministre de l'Économie, du Travail et de la Politique sociale. Promu vice-président du Conseil des ministres le 21 avril 2004, il change encore une fois de portefeuille avec le remplacement de Miller par Marek Belka à la tête de l'exécutif le 2 mai suivant. Il est ainsi désigné ministre de l'Économie et du Travail, tout en restant vice-président du Conseil.

### Un fondateur du Parti démocrate
Il remet sa démission le 31 mars 2005. Le 7 mai suivant, aux côtés de Tadeusz Mazowiecki et Władysław Frasyniuk il fonde le Parti démocrate. Malgré le fait que le parti soit soutenu par de nombreuses personnalités politiques, dont Marek Belka, et plusieurs intellectuels, il échoue aux élections législatives de 2005 avec à peine 2,5 % des voix. Hausner met alors un terme à sa carrière politique et reprend ses activités d'enseignant.